# Ordre des humiliés

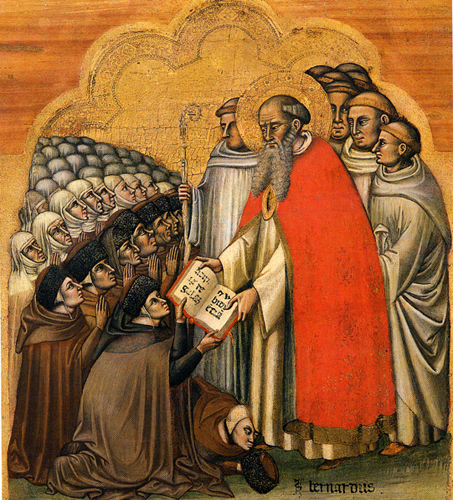
Saint Bernard donne aux Humiliés leur règle.

L'ordre des Humiliés (en latin : Ordo Humiliatorum) est un ordre monastique fondé vers 1140 en Lombardie, dans la partie des lacs aujourd'hui suisse italienne, et dans l'Italie du nord pendant les  XIIe et XIIIe siècles. Il était caractérisé, comme de nombreux ordres pénitents de cette époque, par un retour vers une vie frugale et austère en contraste avec la richesse et le pouvoir affichés par le clergé de l'époque. Ils auront jusqu'à 150 couvents surtout en Italie du Nord. 
En 1550 ils ne sont plus que 150 moines. Les tentatives de réforme ayant échoué, l'ordre est supprimé en 1571 par le pape Pie V.

## Histoire
Les Humiliés de Lombardie sont à l'origine une association de travailleurs laïcs mariés qui choisissent de pratiquer la pauvreté volontaire et de prêcher la pénitence, sans aucun vœu et obligation de vie commune. Selon le Chronicon anonymi Laudunensis canonici, certains d'entre eux se rendent de Milan à Rome en 1178 pour obtenir du pape l'approbation de leur mode de vie. Leur prédication leur vaut d'être condamnés par l'Église en 1184 au concile de Vérone. Le pape Innocent III approuve finalement leur mode de vie ou « Propositum » en 1201,  celui des Poveri Cattolici en 1208, et  celui des Poveri Lombardi en 1210.
Ils s'occupent principalement du travail de la laine, fondent des manufactures de textile, accumulent des gains considérables, avec lesquels ils financent l'activité bancaire comme en 1248, en garantie d'un prêt concédé au chapitre du Duomo de Monza, le couvent Sant'Agata de Monza reçoit en gage la Couronne de fer et d'autres biens du trésor du Dôme. La couronne est rachetée seulement en 1319.
Les origines de l’ordre sont obscures. Selon certains chroniqueurs, des nobles de Lombardie, faits prisonniers par l’empereur Henri V (1081-1125) à la suite d’une révolte, sont gardés captifs en Allemagne. Après avoir enduré les épreuves de l’exil pendant un certain temps, « s’humiliant » devant l’empereur et portant la robe de pénitent, un certain mode de vie leur fait gagner leur libération. 
En ce temps-là, il est écrit qu’ils étaient appelés les Berettini, d’après la forme de leur coiffure. Leurs relations avec les marchands de laine allemands leur permirent d’introduire des méthodes innovantes en Italie, favorisant de ce fait l’essor de l’industrie, fournissant du travail aux pauvres et distribuant leurs biens à ceux dans le besoin. Les Umiliati, comme ils furent appelés, doivent être vus comme faisant partie du mouvement fervent des pénitents au Moyen Âge, qui donnèrent naissance à des ordres établis tels que les Franciscains de saint François d'Assise et d’autres encore qui ne furent pas reconnus par l’Église. 
Retournés dans leur propre pays, les Umiliati prirent contact avec saint Bernard. Sur son conseil, en 1134, beaucoup d’entre eux, avec l’accord de leur femme, se retirèrent dans un monastère fondé à Milan. Malgré les nombreuses tentatives de saint Bernard, au commencement de leur vie monastique, les Umiliati n’avaient pas de règle établie. Leur nom Umiliati résulterait de leurs vêtements très simples, qui étaient d’une seule et même couleur contrairement à la mode en ce temps-là. La fraternité s’étendit rapidement et donna naissance à deux nouvelles branches, un « second ordre » composé de femmes, et un « tiers ordre » composé de prêtres. L’ordre des prêtres, une fois formé, déclara son ascendant sur les deux autres branches. Sur le modèle des frères mendiants, comme les Dominicains et les Franciscains, l’ordre des prêtres devint le premier ordre. Leur habit d’origine, couleur cendre, fut remplacé par un vêtement de couleur blanche.

## Consolidation de l'ordre
Quelques années plus tard, sur les conseils de saint Jean de Meda (v. 1159), ils adoptèrent la règle de saint Benoît, adapté par saint Jean à leurs besoins. Les détails relatant cette réforme sont mal authentifiés, les Acta de Jean de Meda (Acta Sanctorum, Sept., vii. 320) étant presque entièrement mis à défaut par la critique contemporaine.
Les Chronicon anonymi Laudunensis Canonici (Monumenta Germaniae Historica, Scriptores, XXVI, 449), indiquent qu’en 1178 un groupe de Lombards vint à Rome avec l’intention d’obtenir du pape l’approbation de la règle de vie qu’ils se s’étaient spontanément choisis. Tout en continuant de vivre dans leur maison, avec leur famille, ils souhaitaient suivre une existence plus religieuse, abandonnant serments et litiges, heureux modestement vêtus et vivant dans un esprit de piété. Le pape approuva leur souhait de vivre humblement mais leur interdit de tenir des rassemblements ou de prêcher en public. Le chroniqueur ajoute que les Umiliati désobéirent et furent donc excommuniés. Un autre détail rapporté est qu’ils reçurent l’assentiment du pape Innocent III aux environs de 1201, et de plusieurs de ses successeurs.
Le pape Innocent III reconnut une règle à la branche laïque du « tiers-ordre » qui ressemblait à la Regula de poenitentia du mouvement franciscain. 

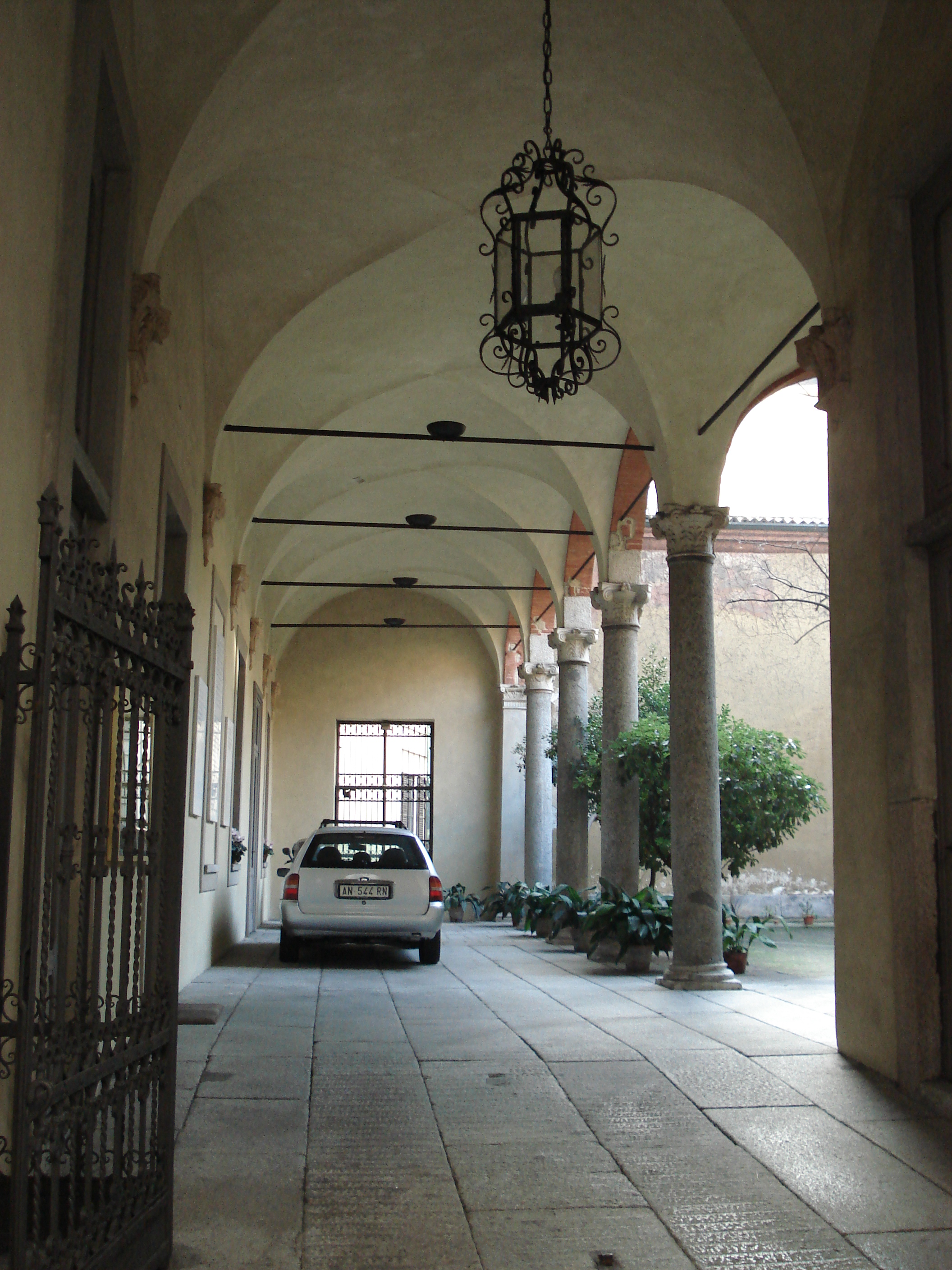
Le cloître du couvent des Humiliés de Brera (Milan).

Il put y avoir également une tentative d’utiliser les Umiliati pour ramener les Vaudois à l’Église. La règle des Umiliati interdisait de prononcer des vœux vainement et de prononcer le nom de Dieu pour rien. Elle autorisait la pauvreté volontaire et le mariage, régulait les exercices de piété et approuvait la solidarité qui existait déjà parmi les membres de l’ordre. Plus inhabituelle fut l’autorisation donnée aux frères de se rassembler le dimanche pour écouter la parole d’un frère « à la foi éprouvée et de piété prudente », à condition qu’ils ne discutent pas entre eux ni des dogmes de la foi ni des sacrements. 
La "Chronicon Urspergense" (Monumenta Germaniae Historica, Scriptores, XXIII, 376-377) mentionne les Umiliati comme l’une des deux sectes vaudoises. Une décrétale promulguée en 1184 par le pape Lucius III au concile de Vérone contre les hérétiques condamne à la fois « les Pauvres Hommes de Lyon » et « ceux qui s’attribuent faussement à eux-mêmes le nom d’Umiliati. » Bien qu’orthodoxe, l’ordre des Umiliati fut toujours entaché d’une certaine suspicion. 
Les membres de l’ordre augmentèrent rapidement et un bon nombre d’entre eux furent déclarés saints et bienheureux. Ils formèrent également des associations de commerce et jouèrent un rôle important dans la vie civique de chaque communauté où ils étaient implantés. Les Umiliati ont également laissé quelques églises qui sont toujours utilisées.

## Déclin et suppression
Cependant, au fil du temps, l’accumulation des possessions matérielles et les limitations du nombre de frères autorisés (ils ne furent pour un temps qu’environ 170 membres répartis entre 94 monastères) mena au laxisme et à de sérieux abus. Saint Charles Borromée, archevêque de Milan, fut envoyé par le pape Pie V pour remédier à la situation. La grande rigueur de sa réforme provoqua une telle opposition que plusieurs frères en vinrent à comploter contre lui. Un des Umiliati, Girolamo Donati, surnommé Farina, tenta de l’assassiner. Cela mena à l’exécution du principal conspirateur par les autorités civiles et la suppression de l’ordre par Pie V (8 février 1571). Les maisons des Umiliati furent transférées à d’autres ordres religieux, notamment les Bernardins et les Jésuites (qui en firent le collège de Brera, à Milan). D'autres biens furent distribués aux pauvres. 

## Branche féminine de l’ordre
Les femmes des premiers Umiliati, qui appartenaient à quelques-unes des principales familles de Milan, formaient également une communauté, sous la direction de Clara Blassoni. Elles furent rejointes par tant d’autres femmes qu’il devint nécessaire d’ouvrir un second couvent, dont les membres étaient dévoués au soin des lépreux dans l’hôpital attenant. Les religieuses étaient aussi connues sous le nom des Hospitalières de l’Observance.
Le nombre de monastères augmenta rapidement mais la suppression de la branche masculine de l’ordre, qui administrait leur affaires séculières, amena un retournement important, causant dans de nombreux cas la fermeture de monastères, bien que la congrégation elle-même ne fût pas affectée par la bulle de suppression.  
Les sœurs récitaient les Heures canoniques, jeûnaient rigoureusement et étaient engagées dans d’autres formes de pénitence comme la « discipline » et l’auto flagellation. Certaines communautés gardèrent l’ancien bréviaire de l’ordre tandis que d’autres adoptèrent le Bréviaire romain. L’habit des religieuses consistait en une robe, un scapulaire blanc sur une tunique gris cendré, le voile était habituellement blanc quoique dans certaines maisons il ait pu être noir. Les sœurs laïques, qui conservèrent le nom de Barettine, étaient habillées de gris. Dans les années 1900, il y avait encore en Italie cinq maisons indépendantes de religieuses Umiliati.

## Membres illustres de l'ordre
- Bonvensin della Riva, maître de grammaire et tertiaire milanais, auteur de De Magnalibus Meldiolani  ( « Des Merveilles de la ville de Milan »).
- Luca Manzoli, évêque de Fiesole et  cardinal sous le pape Grégoire XII.
- Alida de Sienne, jeune veuve qui consacra sa vie au soin des démunis.

## Sources
- (it) Cet article est partiellement ou en totalité issu de l’article de Wikipédia en italien intitulé « Umiliati » (voir la liste des auteurs).